# Sarah de Possesse
Pour les articles homonymes, voir Sarah et Possesse.
Sarah de Possesse, née en Nouvelle-Galles du Sud, est une actrice de cinéma et de théâtre et productrice australienne. Elle se produit parfois sous le nom de Sarah Hansen.

## Biographie
Sarah de Possesse s'est fait connaître pour son rôle de Steph dans la série saphique Starting From … Now!,.

## Filmographie

### Actrice
- 2013 : Atomic Kingdom: Revolution : Bloodstone
- 2013 : Move (court métrage) : Nik
- 2014 : Outside Your Window (court métrage) : Claire
- 2013-2014 : Atomic Kingdom (série télévisée) : Bloodstone (4 épisodes)
- 2015 : Rip (court métrage)
- 2016 : Pretend (court métrage) : Bella
- 2016 : The Women Who Were Never There (court métrage) : Susan Rowe
- 2014-2016 : Starting From … Now! (série télévisée) : Steph Fraser (30 épisodes)
- 2016 : Channelling the Echo (court métrage) : docteure Sharon Abdullah
- 2017 : Thirty (série télévisée) : Bianca Lee (6 épisodes)
- 2017 : Come Along (court métrage) : Jasmine

### Productrice
- 2017 : Thirty (série télévisée) (6 épisodes)

## Théâtre
- 2009 - A SECRET PLACE 'Jazz' - Dir. Stefan Nantsou - Zeal Theatre
- 2009 - BUSTOWN 'Corolla' - Dir. Amy Hardingam - ATYP
- 2011 - THE SEAGULL 'Nina' - Dir. Anthony Skuse
- 2011 - TWELFTH NIGHT 'Olivia ' - Dir. Simon Hunt
- 2012 - SYDNEY STORIES 'Kathy' - Dir. Dean Carey
- 2012 - THE WOMEN 'Olga/Edith' - Dir. Gale Edwards
- 2013 - THE SMALL POPPIES 'Mrs Walsh/Noi' - Dir. Felicity Nicol - New Theatre
- 2013 - TITUS ANDRONICUS 'Chiron' - F&C Theatre Company
- 2014/15 - EDGAR'S GIRLS 'Annie Richmond' - Poe Burlesque Theatre
- 2016 - SELKIE 'Ronnad' - Golden Jam Productions